# Liberal (Zeitschrift)
Liberal – Das Magazin für die Freiheit ist eine Vierteljahresschrift, die seit 1959 erscheint und von der Friedrich-Naumann-Stiftung für die Freiheit herausgegeben wird. Begründet wurde liberal von den beiden FDP-Politikern Karl-Hermann Flach und Hans Wolfgang Rubin.

## Entstehung, Titelgebung und Inhalt
Liberal erschien mit wechselnden Titelzusätzen seit 1959 (1970: Beiträge zur Entwicklung einer freiheitlichen Ordnung; 1984: Vierteljahreshefte für Politik und Kultur; 2012: Debatten zur Freiheit) an folgenden Verlagsorten und in folgenden Verlagen: Verlag Das Freie Wort, Bonn: Liberal-Verlag (bis 1979), Baden-Baden: Nomos Verlagsgesellschaft (1980–1984), Sankt Augustin: Wirtschafts- und Informationsdienste-Verlagsgesellschaft (1985), Sankt Augustin: Comdok (1986–2002,2) und Berlin: Liberal-Verlag (2002,3–2012,1).
Liberal erschien zunächst vierteljährlich, seit 1965 monatlich. Seit den 1970er Jahren wurde liberal von Gremienmitgliedern sowie Mitarbeitern der Friedrich-Naumann-Stiftung redaktionell betreut, die regelmäßig auch als Autoren aktiv wurden.
Am Anfang war die Zeitschrift „vorwiegend nach innen gerichtet“. Rubin schrieb, dass es sich um eine von „aktiven Liberalen getragene politisch-literarische Zeitschrift“ handele. Ziel der aktuell erscheinenden Ausgaben ist es, Debatten über liberale Politik in Vergangenheit und Gegenwart anzustoßen und weiterzuführen sowie Informationen zu vermitteln. Bei den Beiträgen handelt es sich um Aufsätze, Stellungnahmen, Dokumentationen, Buchbesprechungen und Buchanzeigen.
2012 und noch einmal 2017 erfolgten grundlegende Wechsel im Erscheinungsbild. Die neue Ausgabe von Liberal 2017 wurde von Corps Corporate Publishing Services, einem Tochterunternehmen der Verlagsgruppe Handelsblatt konzipiert. „Ziel des Relaunches ist es, liberal als bedeutsame Stimme im politischen Diskurs Deutschlands fest zu positionieren, politische Bildung zu vermitteln sowie Leser für die Idee des Liberalismus zu begeistern“, sagte Wolfgang Gerhardt, der damalige Vorsitzende des Vorstands der Friedrich-Naumann-Stiftung.
Von Seiten der Friedrich-Naumann-Stiftung verantwortet seit 2019 Chefredakteur Anders Mertzlufft das Magazin. Das „Debattenmagazin“ erscheint als gedruckte Version und im Tablet-Format (als iPad-Version oder Android-Version). Liberal ist im Abonnement kostenlos. Die Ausgaben seit 2012 kann man herunterladen.

## Herausgeber und Redakteure
Herausgeber
- ab 1959: Gerhard Daub (bis 1968), 1959 Karl-Hermann Flach (1961–1973), Hildegard Hamm-Brücher, Hans Lenz (bis zu seinem Tod 1968), Peter Menke-Glückert (ab 1965), Werner Maihofer (ab 1971), Hans Wolfgang Rubin, Klaus Scholder
- ab 1981: Ralf Dahrendorf (ab 1983), Hildegard Hamm-Brücher, Peter Menke-Glückert (bis 1983), Jürgen Morlok, Hans Wolfgang Rubin, Klaus Scholder (bis zu seinem Tod 1985)
- ab 1987: Wolfgang Mischnick
- ab 1991: jeweilige Vorstandsmitglieder der Friedrich-Naumann-Stiftung

Geschäftsführende Herausgeber
- 1992–2002 Barthold C. Witte
- 2003–2011 Hans Barbier
- 2011–2015 David Harnasch

Gesamtleitung/Chefredaktion
- 2012–2018 Kirstin Härtig (Kirstin Balke)

Neben den Herausgebern und den Chefredakteuren arbeiten verantwortliche Redakteure, bei denen es sich in vielen Fällen um Mitarbeiter der Friedrich-Naumann-Stiftung für die Freiheit handelt. Die Autoren sind Politiker sowie publizistisch oder wissenschaftlich ausgewiesene Experten auf dem Gebiet des Liberalismus, seiner Geschichte und Philosophie in Vergangenheit und Gegenwart.